# Crystal Dunn
Crystal Alyssia Dunn (Nova Iorque, 3 de julho de 1992) é uma futebolista estadunidense, atua pelo Washington Spirit da National Women's Soccer League (NWSL). Ela foi membra do time que ganhou a Copa do Mundo Feminina sub-20 em 2012 no Japão, o time feminino "North Carolina Tar Heels", e ganhou o prêmio Hermann Trophy em 2012. Em 2015, ela ganhou o prêmio da NWSL de jogadora mais valiosa e também a Chuteira de Ouro, se tornando a atleta mais jovem a ganhar os 2 prêmios, com apenas 23 anos.

## Carreira

### Washington Spirit de 2014-presente
Em janeiro de 2014, Dunn foi selecionada pelo "Washington Spirit" na primeira escolha geral da Universidade Draft para a temporada de 2014 da Liga Nacional de Futebol Feminino. Ela participou de 19 partidas pelo "Spirit" em seus 22 jogos pelo clube durante a temporada de 2014. A equipe terminou em quarto durante a temporada regular com um recorde de 10-9-5 garantindo um lugar nos playoffs (partidas de desempate). Durante a semifinal, o "Washington Spirit" foi derrotado pelo campeão da temporada regular, o Seattle Reign FC por 2-1, dia 31 de agosto em Seattle.
Dunn voltou para o "spirit"  para a temporada de 2015. Em 26 de Abril, 2015, ela marcou dois gols ao jogar na posição de defensora na partida contra o Sky Blue FC ajudando o "spirit" a ganhar por 3-1. Ela foi posteriormente nomeada Jogadora da Semana NWSL na segunda semana da temporada.
Em 01 de agosto de 2015, Dunn marcou três gols no primeiro tempo, na vitória do "Spirit" contra o time visitante Houston Dash. Ela terminou o mês com seis gols, ganhando o prêmio de jogadora da liga do mês.
Dunn terminou a temporada regular como um líder da liga com 15 gols, ganhando a 2015 Chuteira de Ouro NWSL e o prêmio de jogadora mais valiosa da liga. Ela se tornou a jogadora mais jovem a ganhar ambos os prêmios aos 23 anos e quebrou o recorde da liga com sua média de 0,77 gols por jogo.

## Seleção
Ela representou os Estados Unidos como membro das seleções sub-17, sub-18, e sub-20. E em fevereiro de 2013, ela fez sua estreia na equipe sênior em um amistoso contra a seleção feminina de futebol da Escócia.

### Rio 2016
Crystal Dunn fez parte do elenco da Seleção Estadunidense de Futebol Feminino, nas Olimpíadas de 2016.